# Бемфелд
Бемфелд (њем. Böhmfeld) општина је у њемачкој савезној држави Баварска. Једно је од 30 општинских средишта округа Ајхштет. Према процјени из 2010. у општини је живјело 1.620 становника. Посједује регионалну шифру (AGS) 9176116.

## Географски и демографски подаци
Бемфелд се налази у савезној држави Баварска у округу Ајхштет. Општина се налази на надморској висини од 487 метара. Површина општине износи 16,3 km². У самом мјесту је, према процјени из 2010. године, живјело 1.620 становника. Просјечна густина становништва износи 100 становника/km².